# روري بيك
روري بيك (بالإنجليزية: Rory Peck)‏ هو صحفي بريطاني، ولد في 13 ديسمبر 1956 في الولايات المتحدة، وتوفي في 3 أكتوبر 1993 في موسكو في روسيا.

## وصلات خارجية
- الموقع الرسمي